# 烏倫
烏倫，即率觽王，為三國時期北鮮卑君主之一，也是北鮮卑第一任君主，在位年期不詳。
現時資料只知此王之號為率觽王。汉安帝末年，鲜卑骑兵八九千穿代郡及马城塞入境杀害汉朝长吏，东汉派遣度辽将军邓遵、中郎将马续出塞追击得胜。永宁元年（120年），乌伦、其至鞬等七千馀人向邓遵投降，汉朝封乌伦为王，其至鞬为侯，赐采帛。
| 前任： — | 三國北鮮卑君主 | 繼任： 率觽侯其至鞬 |